# Vidal Merma
Vidal Merma Maccarcco (Espinar, Cusco, 30 de mayo de 1983) es un periodista bilingüe (español y quechua) y documentalista independiente peruano. Su labor se enfoca en investigar los efectos de la minería en su provincia y en la defensa de los derechos humanos de la nación k'ana.
Ha sufrido varios ataques y persecuciones por su labor investigativa sobre los incidentes ambientales en minas.

## Carrera profesional
Entre 2007 y 2010 trabajó como reportero en Espinar en Radio Los Andes y en Canal 11. Entre 2011 y 2014 fue director del canal de televisión municipal de Espinar. Además, durante ese periodo fue corresponsal de RPP Noticias. Ha elaborado también una nota para Ojo Público y es colaborador invitado de Pulitzer Center.

## Documentales
Entre sus trabajos más importantes se encuentran:
- Espinar se levanta (dirección y producción)[5]
- Hanccollahua
- La vida no vale un cobre (como protagonista)[6]
- La sangre del río (codirección)[7]
- Wing of Dust (como protagonista)[8]

## Reconocimientos
El 24 de octubre de 2023, el documental Wing of Dust, protagonizado por Vidal Merma y dirigido por Giorgio Ghiotto fue galardonado en la categoría Mejor Trabajo Documental en los Premios Student Academy. Este documental resalta su labor periodística en la provincia de Espinar, en la región Cusco.
Mediante Resolución de Alcaldía N° 582-2023-MPE/C, la municipalidad provincial de Espinar lo condecoró con la medalla de la ciudad en la categoría defensa del medio ambiente y el título honorífico de hijo predilecto de la provincia de Espinar.